# Második arrasi csata
A második arrasi csata (1917. április 9. és május 16. között) volt a britek „hozzájárulása” az antant tavaszi offenzívájához. A brit, kanadai és ausztrál alakulatok német lövészárkokat támadtak meg Arras francia kisváros közelében. A nyugati fronton a szemben álló felek között patthelyzet alakult ki. Mindkét fél beásta magát a lövészárkaiba, amely árokrendszer a belga partoktól a svájci határig ért.
A francia parancsnokság terve szerint a  csapatoknak 80 km széles arcvonalon kellett volna áttörniük. Ennek az offenzívának legkésőbb 48 órán belül be kellett volna fejeznie a háborút. A britek soványabb terveket mutattak fel: a német csapatokat földre kényszeríteni és elfoglalni a németek által uralt Douai-síkságot.
A kezdeti erőfeszítések egy viszonylag széles bázisú támadásra irányultak Vimy és Bullecourt között. Jelentős bombázás után a kanadai csapatok, akik északon támadtak, elfoglalták a Vimy-síkságot.  A britek középen szintén jól haladtak, jelentős területeket foglaltak el. Csak a délen támadó brit és ausztrál csapatok ütköztek nagyobb ellenállásba. A kezdeti sikerek után a britek kisebb műveletek sorozatába bonyolódtak. Bár ezek a kis offenzívák sikeresek voltak, az áldozatok száma egyre csak nőtt.
Május 16-án hivatalosan is véget ért az ütközet. Bár a brit csapatok jelentősen haladtak előre, a fontosabb pontokon nem sikerült áttörniük. A kezdeti taktika – például a tüzérség elleni tűz – nagyon hasznos volt a harcok elején, és demonstrálta azt készletmennyiséget, mely a britek rendelkezésére állt. A csata után megint patthelyzet alakult ki.

## Előzmények

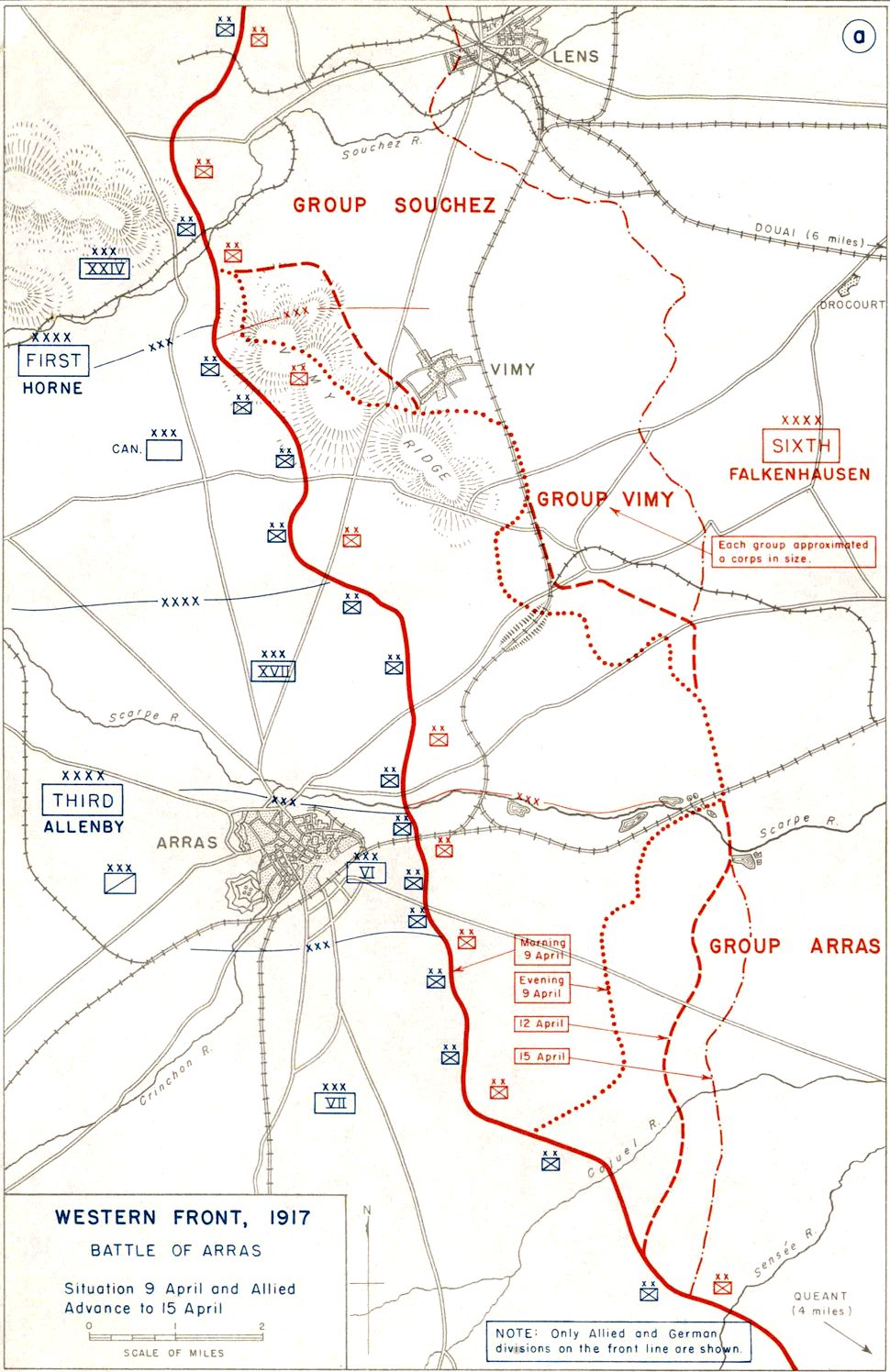
Az arrasi frontvonal közvetlenül a csata előtt

1917 elején a britek és a franciák még mindig azt a pontot keresték, ahol áttörhettek volna a nyugati fronton. Az előző évet megbélyegezte a vesztes somme-i csata, ahol a franciák hiába próbáltak meg áttörni, a nagy német fölény miatt több mint 620 000 katona lelte halálát. Ez a vereség megerősítette mind a francia, mind a brit parancsnokokat abban, hogy mihamarabb meg kell nyerni a háborút. Habár ez a vereség lehetett a fő motivációja a támadásnak, a helyszín és az időzítés kiválasztását számos politikai és taktikai tényező is befolyásolta.
1916-17 telén a német légierő diadalmaskodni látszott az antant csapatai fölött. A németek több kiképzőbázist is nyitottak, ahol sokkal jobb repülőgépekkel rendelkeztek, mint ellenfeleik. A brit, portugál, belga és ausztrál századok közel álltak a végső összeomláshoz, mert elavult gépeikkel nem bírtak tartani a lépést a németekkel. A második arrasi csatában 316 brit, 114 kanadai és 44 német pilóta veszett oda.